# Recibo de depósito bancário
Recibo de depósito bancário (RDB) é uma aplicação em títulos de renda fixa que não pode ser negociado nem transferido antes do vencimento.